# Тевзадзе, Зураб
Зураб Тевзадзе (груз. ზურაბ თევზაძე; род. 28 августа 1994, Тбилиси) — грузинский футболист, защитник казахстанского клуба «Женис».

## Карьера
Профессиональную карьеру начал в 2013 году в составе клуба «Динамо-2» Тбилиси.
В 2014 году перешёл в грузинский клуб «Колхети-1913». 11 сентября 2014 года в матче против клуба «Чихура» дебютировал в чемпионете Грузии.
В 2017 году подписал контракт с клубом «Сиони».

## Достижения
«Женис»
- Финалист Кубка лиги Казахстана: 2024

## Клубная статистика
| Игровая карьера | Игровая карьера  | Игровая карьера | Лига | Лига | Кубок | Кубок | Межд. | Межд. | СК | СК |
| --------------- | ---------------- | --------------- | ---- | ---- | ----- | ----- | ----- | ----- | -- | -- |
| 2018            | Мерани (Тбилиси) | Б               | 26   | 4    | 1     | 0     | —     | —     | —  | —  |
| 2019            | Мерани (Тбилиси) | Б               | 28   | 1    | 1     | 0     | —     | —     | —  | —  |
| 2020            | Мерани (Тбилиси) | А               | 15   | 1    | 3     | 0     | —     | —     | —  | —  |
| 2021            | Телави           | А               | 23   | 0    | —     | —     | —     | —     | —  | —  |
| 2022            | Телави           | А               | 33   | 1    | 2     | 0     | —     | —     | —  | —  |
| 2023            | Дила             | А               | 19   | 0    | 2     | 1     | 5     | 0     | 2  | 0  |